# Variations for Winds, Strings and Keyboards
Variations for Winds, Strings and Keyboards est une œuvre du compositeur américain Steve Reich écrite en 1979 pour orchestre ou ensemble concertant de 10 à 25 instruments.

## Historique
Variations for Winds, Strings and Keyboards est une commande du San Francisco Symphony dédiée à Betty Freeman. La pièce est composée par Reich en décembre 1979. Elle est créée le 9 février 1980 au Carnegie Hall de New York par l'ensemble Steve Reich and Musicians afin de donner à Reich une vision d'ensemble de sa composition, puis est jouée dans sa version commandée pour orchestre le 14 mai 1980 à la War Memorial House de San Francisco, par le San Francisco Symphony dirigé par Edo de Waart avec Steve Reich à l'orgue électrique.

## Structure
Variations for Winds, Strings and Keyboards est constituée en trois mouvements :
1. Part 1 - 6'
2. Part 2 - 10'
3. Part 3 - 9'

Dans sa version pour ensemble concertant, la pièce est jouée par trois flûtes, trois hautbois, trois trompettes, trois trombones, un tuba, deux pianos, trois orgues électriques, deux violons, un alto, un violoncelle, une contrebasse. Cette pièce est considérée comme étant la première du compositeur utilisant des principes théoriques de la musique occidentale, notamment en termes de cycles et progressions harmoniques ainsi que de structure avec l'utilisation de la forme de la chaconne, qui annonceront les changements stylistiques de ses œuvres des années 1980.
Son exécution dure de 21 minutes.

## Enregistrements
- Variations for Winds, Strings and Keyboards, par le San Francisco Symphony dirigé par Edo de Waart, Philips Classics, 1984.
- Variations for Winds, Strings and Keyboards, par le San Francisco Symphony dirigé par Edo de Waart, Deutsche Grammophon, 2002 (version originale remasterisée).